# Aremi Fuentes
Aremi Fuentes Zavala (Tonalá, Chiapas; 23 de mayo de 1993) es una halterofilista mexicana. Compite en las categorías de 69 kg, 76 kg y 81 kg, además de representar a México en competencias internacionales.

## Biografía y carrera
En un inicio practicaba atletismo, compitió en dos ocasiones en la Olimpiada Nacional, sin embargo un entrenador de halterofilia la descubrió y le dijo que debería cambiarse a levantamiento de pesas: 
No me arrepiento de absolutamente nada, a pesar de que en ese entonces el atletismo era mi pasión. Estaba en pruebas combinadas, de fuerza, velocidad y resistencia, empecé muy pequeña, ahora este es mi sueño.
Es triple medallista panamericana, ganó bronce en Guadalajara 2011 y Toronto 2015 en la categoría de halterofilia femenina de 69 kg y obtuvo la medalla de plata en Lima 2019 en la categoría de halterofilia femenina de 76 kg.
Ha competido en varios campeonatos mundiales, incluido el Campeonato Mundial de Halterofilia de 2015.
En 2021, Fuentes compitió en los Juegos Olímpicos de Tokio 2020 en la categoría de halterofilia femenina de 76 kg levantando 108 kg y 137 kg en las fases de arranque y cargada y envión respectivamente con un total de 245 kg para ganar la medalla de bronce, siendo esta la tercera de bronce que ganó su país.

## Palmarés internacionales
| Juegos Olímpicos     | Juegos Olímpicos     | Juegos Olímpicos  | Juegos Olímpicos |
| Año                  | Lugar                | Medalla           | Competición      |
| -------------------- | -------------------- | ----------------- | ---------------- |
| 2020                 | Tokio (Japón)        | Medalla de bronce | 76 kg            |
| Juegos Panamericanos |                      |                   |                  |
| 2011                 | Guadalajara (México) | Medalla de bronce | 69 kg            |
| 2015                 | Toronto (Canadá)     | Medalla de bronce | 69 kg            |
| 2019                 | Lima (Perú)          | Medalla de plata  | 76 kg            |